# Правителство на Бойко Борисов 1
Първото правителство на Бойко Борисов е деветдесетото правителство на Република България, избрано с решение на XLI народно събрание от 27 юли 2009 г. Управлява страната до 13 март 2013 г., след което е наследено от правителството на Марин Райков.

## Политика

### Вътрешна политика
През декември 2009 г. при полицейска акция „Наглите“ са задържани хора, обвинени в участие в организирана престъпна група за отвличания с цел получаване на откупи.

### Падане на правителството
На 20 февруари 2013 г. правителството подава оставка, в резултат на Антимонополните протести, започнали на 5 февруари същата година в страната, която на следващия ден е приета от Народното събрание с 209 гласа „за“, 5 „против“ и 1 „въздържал се“. На 25 февруари същата година президентът на Република България Росен Плевнелиев връчва мандат за съставяне на правителство на ГЕРБ, който е върнат. Два дни по-късно мандат е връчен и на БСП, който Сергей Станишев, като лидер на партията, връща. На 5 март същата година мандатът за съставяне на правителство е върнат и от ДПС. В резултат на това, на 13 март същата година президентът назначава служебно правителство, начело с Марин Райков.

## Съставяне
Кабинетът, предложен от нейния лидер Бойко Борисов, е формиран от политически дейци на ГЕРБ и независими експерти, въпреки че в XLI народно събрание партията е в малцинство (със 117 депутати от общо 240). Разпределението на министрите е в съотношение 14:2.

### Кабинет
Сформира се от следните 16 министри и един председател:
| министерство                                     | име | име                | партия |
| ------------------------------------------------ | --- | ------------------ | ------ |
| министър-председател                             |     | Бойко Борисов      | ГЕРБ   |
| заместник министър-председател, вътрешни работи  |     | Цветан Цветанов    | ГЕРБ   |
| заместник министър-председател, финанси          |     | Симеон Дянков      | ГЕРБ   |
| регионално развитие и благоустройство            |     | Росен Плевнелиев   | ГЕРБ   |
| труд и социална политика                         |     | Тотю Младенов      | ГЕРБ   |
| отбрана                                          |     | Николай Младенов   | ГЕРБ   |
| външни работи                                    |     | Румяна Желева      | ГЕРБ   |
| правосъдие                                       |     | Маргарита Попова   | ГЕРБ   |
| образование, младеж и наука1                     |     | Йорданка Фандъкова | ГЕРБ   |
| здравеопазване                                   |     | Божидар Нанев      | ГЕРБ   |
| култура                                          |     | Вежди Рашидов      | ГЕРБ   |
| околна среда и води                              |     | Нона Караджова     | ГЕРБ   |
| земеделие и храни                                |     | Мирослав Найденов  | ГЕРБ   |
| транспорт, информационни технологии и съобщения1 |     | Александър Цветков | ГЕРБ   |
| икономика, енергетика и туризъм1                 |     | Трайчо Трайков     | ГЕРБ   |
| физическо възпитание и спорт2                    |     | Свилен Нейков      | ГЕРБ   |
| министър без портфейл3                           |     | Божидар Димитров   | ГЕРБ   |

- 1: – преобразуват се на основание чл. 84, т. 6 и във връзка с чл. 108, ал. 1 от Конституцията на Република България следните учреждения:
  - Министерство на образованието и науката в Министерство на образованието, младежта и науката;
  - Министерство на транспорта – в Министерство на транспорта, информационните технологии и съобщенията;
  - Министерство на икономиката и енергетиката – в Министерство на икономиката, енергетиката и туризма.
- 2: – създават се на основание чл. 84, т. 6 и във връзка с чл. 108, ал. 1 от Конституцията на Република България следните учреждения:
  - Министерство на физическото възпитание и спорта.
- 3: – отговарящ за българите в чужбина.

### Промени в кабинета

#### от 19 ноември 2009
- Поради избирането на Йорданка Фандъкова за кмет на Столичната община тя е освободена от поста министър на образованието, младежта и науката. На 19 ноември нейното място на министър заема Сергей Игнатов, досегашният заместник министър на образованието, младежта и науката.

| министерство                | име | име            | партия |
| --------------------------- | --- | -------------- | ------ |
| образование, младеж и наука |     | Сергей Игнатов | ГЕРБ   |

#### от 27 януари 2010
- Поради подадената и приета оставка на Румяна Желева от поста на министър на външните работи, на 27 януари 2010 г. са извършени следните персонални промени:

| министерство  | име | име              | партия |
| ------------- | --- | ---------------- | ------ |
| външни работи |     | Николай Младенов | ГЕРБ   |
| отбрана       |     | Аню Ангелов      | ГЕРБ   |

#### от 18 март 2010
| министерство           | име | име             | партия |
| ---------------------- | --- | --------------- | ------ |
| министър без портфейл1 |     | Томислав Дончев | ГЕРБ   |

- 1: – отговарящ за управлението на средствата от Европейския съюз.

#### от 21 април 2010
- На 21 април независимата Анна-Мария Борисова е назначена за министър на здравеопазването, след като Божидар Нанев е отстранен от поста.

| министерство   | име | име                 | партия     |
| -------------- | --- | ------------------- | ---------- |
| здравеопазване |     | Анна-Мария Борисова | безпартиен |

#### от 29 септември 2010
- На 29 септември Борисова подава оставка като министър на здравеопазването и на следващия ден е назначен независимият Стефан Константинов.

| министерство   | име | име                 | партия     |
| -------------- | --- | ------------------- | ---------- |
| здравеопазване |     | Стефан Константинов | безпартиен |

#### от 20 декември 2010
- на 20 декември министър Божидар Димитров подава оставка и е освободен на 4 февруари 2011 г., а негов заместник не е назначен.

#### от 18 май 2011
- На 18 май Александър Цветков подава оставка като министър на транспорта, информационните технологии и съобщенията[5][6] и на следващия ден е назначен Ивайло Московски.[5][7]

| министерство                                    | име | име              | партия |
| ----------------------------------------------- | --- | ---------------- | ------ |
| транспорт, информационни технологии и съобщения |     | Ивайло Московски | ГЕРБ   |

#### от 4 септември 2011
- На 4 септември Росен Плевнелиев e избран за кандидат на ГЕРБ за президент и на 7 септември подава оставка като министър на регионалното развитие и благоустройството.[8][9] На 7 септември на негово място е назначена Лиляна Павлова.[10][11] За кандидат за вицепрезидент е избрана Маргарита Попова, която дотогава е Министър на правосъдието, а нейният ресор е поет на 30 ноември от Диана Ковачева.[12][13]

| министерство                          | име | име            | партия |
| ------------------------------------- | --- | -------------- | ------ |
| регионално развитие и благоустройство |     | Лиляна Павлова | ГЕРБ   |
| правосъдие                            |     | Диана Ковачева | ГЕРБ   |

#### от 21 март 2012
- Министърът на икономиката, енергетиката и туризма Трайчо Трайков подава оставка заради проваления форум в Дубай. На негово място е назначен Делян Добрев. Министърът на здравеопазването Стефан Константинов е критикуван от собствената си партия заради това, че не се справя с увеличаването на цените на лекарствата. Той подава оставка заради липсата на подкрепа от страна на управляващата партия и възпрепятстване осъществяването на реформите, които биха довели до подобряване на здравеопазването. На мястото на Константинов застава Десислава Атанасова.

| министерство                    | име | име                 | партия |
| ------------------------------- | --- | ------------------- | ------ |
| икономика, енергетика и туризъм |     | Делян Добрев        | ГЕРБ   |
| здравеопазване                  |     | Десислава Атанасова | ГЕРБ   |

#### от 28 януари 2013
- На 28 януари 2013 г. премиерът Бойко Борисов поисква и получава оставка от министър Сергей Игнатов заради забавяне при среща и спор по темата Фонд „Научни изследвания“ (във връзка с извършената от Главния инспекторат на МС проверка във фонда, инициирана от оплаквания на учени от БАН и СУ, и свързаните с нея констатации и препоръки за подобряване на работата на фонда).[14] Игнатов депозира молбата си за напускане на поста и тя е приета веднага от министър-председателя. На 30 януари 2013 г. първоначално от пресцентъра на МС съобщават, че за министър е предложена зам. мин. Милена Дамянова, но по-късно е оповестен изборът на председателя на инициативния комитет за АЕЦ „Белене“ и председател на БАН акад. Стефан Воденичаров.[15] На 6 февруари 2013 г. акад. Стефан Воденичаров полага клетва в Народното събрание като Министър на образованието, младежта и науката.[16]

| министерство                | име | име                | партия     |
| --------------------------- | --- | ------------------ | ---------- |
| образование, младеж и наука |     | Стефан Воденичаров | безпартиен |